# Горковское
Горковское — упразднённое муниципальное образование со статусом сельского поселения в Шурышкарском районе Ямало-Ненецкого автономного округа Российской Федерации.
Административный центр — село Горки.

## История
Статус и границы сельского поселения установлены Законом Ямало-Ненецкого автономного округа от 18 октября 2004 года N 42-ЗАО О наделении статусом, определении административного центра и установлении границ муниципальных образований Шурышкарского района.
Упразднено в 2022 году в связи с преобразованием муниципального района в муниципальный округ.

## Население
| 2010  | 2011  | 2012  | 2013  | 2014  | 2015  | 2016  |
| ----- | ----- | ----- | ----- | ----- | ----- | ----- |
| 1973  | ↘1966 | ↘1954 | ↗1970 | ↘1921 | ↘1895 | ↘1851 |
| 2017  | 2018  | 2019  | 2021  |       |       |       |
| ↘1795 | ↘1748 | ↘1706 | ↘1428 |       |       |       |

## Населённые пункты
В состав сельского поселения входят 2 населённых пункта:
| № | Населённый пункт | Тип населённого пункта       | Население |
| - | ---------------- | ---------------------------- | --------- |
| 1 | Горки            | село, административный центр | ↘1415     |
| 2 | Хашгорт          | деревня                      | ↘13       |